# 巨勢人
巨勢 人（こせ の ひと）は、飛鳥時代の人物。名は比等、毘登とも書く。姓は臣。小徳・巨勢大海の子。天智天皇に仕えて御史大夫に昇り、672年の壬申の乱で大友皇子（弘文天皇）側の将軍となったが、内訌をおこして敗れ、乱後は流罪になった。

## 経歴
飛鳥時代の有力氏族巨勢氏の一族小徳位巨勢大海（大紫位左大臣巨勢徳多の兄弟）の子として生まれる。
人は、天智天皇10年（671年）1月2日、蘇我赤兄と共に天皇の前に進み、賀正のことを奏した。このとき位は大錦下であった。1月5日、蘇我果安・紀大人と共に御史大夫になった。同日に大友皇子が太政大臣、蘇我赤兄が左大臣、中臣金が右大臣に任命されており、御史大夫はこれに次ぐ重職であった。
同年11月23日に、大友皇子を含めて上に挙げた六人の重臣は、内裏の西殿の織物仏の前で誓盟を交わした。まず大友皇子が手に香炉をとって立ち、「六人心を同じくして天皇の詔を奉じる。もし違うことがあれば必ず天罰を被る」と誓った。あとの五人も香炉を手にして次々に立ち、「臣ら六人、殿下に従って天皇の詔を奉じる。もし違うことがあれば四天王が打つ。天神地祇も誅罰する。三十三天はこのことを証し知れ。子孫が絶え、家門が滅びる」などと泣きながら言った。11月29日に五人の臣は大友皇子を奉じて天皇の前で誓った。以上の『日本書紀』の記述では「天皇の詔」の具体的内容が明らかにされないが、一般には大友皇子を次の天皇に擁立することと理解されている。29日にも五人の臣は大友皇子を奉じて天智天皇の前で盟した。内容は不明だが、前の誓いと同じだと思われる。
12月3日に天智天皇が崩御。既に吉野宮に去っていた大海人皇子は、翌年の6月22日に反乱に踏みきり、美濃国の不破に兵を集めてそこに移った。人は山部王・蘇我果安と共に、数万の兵力を率いて大海人皇子を討つべく不破に向けて進発した。しかし7月2日頃、犬上川の岸に陣を敷いたとき、果安と人は山部王を殺した。その理由は『日本書紀』に記されていない。混乱のため進軍が滞り、果安は帰ってから首を刺して死んだ。この前後の比等の行動は不明であり、指揮を執り続けたのかどうかもはっきりしない。
壬申の乱が大海人皇子の勝利に帰すと、乱後大納言巨勢臣比等と子孫は配流された（『日本書紀』）。結局内訌の性質はわからないながら、少なくとも比等の側に大海人皇子に靡くような行動はなかったと考えられている。ここにある「大納言」は、日本書紀の編者が御史大夫を編纂当時の官職名に改めたものと考えられる。

## 系譜
- 父：巨勢大海
- 母：不詳
- 妻：不詳
- 生母不明の子女
  - 男子：巨勢奈弖麻呂
  - 女子：巨勢郎女 - 大伴安麻呂室